# Ceraia juncifolia
Ceraia juncifolia é uma espécie de orquídea de flores pequenas que duram muito pouco, mas que floresce diversas vezes ao ano, nativa de Sulawesi.